# Кузнецов Гарольд Дмитрович
Гарольд Дмитрович Кузнецов (нар. серпень 1923, Арзамас, Нижньогородська губернія, РРФСР, СРСР — пом. 17 жовтня 1958, біля станції Апнерка, Вурнарський район, Чуваська АРСР, РРФСР, СРСР) — радянський льотчик, командир екіпажу Ту-104А, який зазнав катастрофи 17 жовтня 1958 року.

## Біографія
У 1941 році призваний до Червоної армії, з 1944 року брав участь у бойових діях льотчиком на літаках Лі-2 та С-47 у складі 3-го авіатранспортного Віленського полку 10-ї гвардійської авіатранспортної дивізії ЦПФ. Здійснив 231 бойовий літако-виліт на лінію фронту. У 1945 році нагороджений орденом Червоної Зірки.
17 жовтня 1958 року новий Ту-104А з бортовим номером CCCP-42362, керований екіпажем Гарольда Кузнецова, здійснював рейс Пекін — Омськ — Москва. У салоні перебувала делегація китайських і північнокорейських комсомольських активістів.
Через погану погоду в Москві та на запасному аеродромі Горький диспетчер наказав розвертатися і йти у придатний для посадки Свердловськ. Під час розвороту на висоті 10 000 метрів літак потрапив у зону сильної турбулентності, і сталося аеродинамічне підхоплення — мимовільне, не контрольоване екіпажем збільшення кута тангажа. Літак пішов з ешелону вгору, набравши додатково до двох кілометрів висоти, втративши швидкість, звалився на крило й увійшов у штопор. Раніше за цієї ж причини вже потерпіли катастроф кілька Ту-104.
У цій ситуації екіпаж зробив усе можливе для порятунку літака, але брак ходу керма висоти не дозволив вивести машину в горизонтальний політ. Навіть коли стало зрозуміло, що літак приречений, командир екіпажу Гарольд Кузнецов продовжував без паніки, чітко коментувати все, що відбувається і наказав бортрадисту транслювати його слова на землю. Літак впав у Вурнарському районі Чувашії. Загинуло 71 пасажирів і 9 членів екіпажу.
Завдяки отриманій з борту літака інформації причини катастрофи були визначені, та в конструкцію лайнера були внесені необхідні зміни (було прийнято рішення обмежити ешелони польотів літаків Ту-104 до 9000 м, зменшити гранично допустиме заднє центрування, розширити діапазон кутів відхилення руля висоти та зменшити кут установки стабілізатора), що виключило подібні випадки надалі.
Гарольд Кузнецов похований у 1958 році на Донському кладовищі в Москві.